# Foers
Foers – brytyjskie przedsiębiorstwo branży motoryzacyjnej, założone w 1977 roku przez Johna Foersa.

## Historia
W 1977 roku John Foers założył w Rotherham firmę, którą w 1990 roku przemianowano na Del Tech Ltd. Około 1995 roku firma ta niejako rozpłynęła się, by na nowo wznowić jednak działalność pod koniec lat 90. XX wieku.

## Modele
Lista niepełna
- Foers Nomad
- Foers Ibex